# Norma Burgos
Norma E. Burgos Andújar (Chicago, 30 de octubre de 1954) es una economista, urbanista y política puertorriqueña. A través de su carrera política ha desempeñado los cargos de  presidenta del Partido Nuevo Progresista y secretaria de Estado, siendo la primera mujer novoprogresista en ocupar ambas posiciones. Además, fue senadora por tres legislaturas.

## Primeros años y educación
Norma E. Burgos Andújar nació en Chicago, Illinois, Estados Unidos el 30 de octubre de 1954, sin embargo, su crianza transcurrió en Puerto Rico. Cursó estudios universitarios en la Universidad de Puerto Rico en Río Piedras donde obtuvo un bachillerato cum laude en economía. Posteriormente, obtuvo una maestría de la Escuela de Administración Pública Roberto Sánchez Vilella de la misma institución. Burgos continuó su educación en el Instituto de Tecnología de Georgia y el "National Center for Housing Management", donde obtuvo el título de administradora de vivienda. Adicionalmente, está licenciada como urbanista profesional.

## Carrera política
Burgos comenzó su carrera política ocupando varios puestos en el Gobierno Municipal de San Juan durante las administraciones municipales de Carlos Romero Barceló y Hernán Padilla. Trabajó en áreas como administración municipal, estadísticas, administración federal, entre otras.

### Secretaria de Estado
Tras la renuncia de Baltasar Corrada del Río, el gobernador Pedro Rosselló nominó a Burgos para encabezar el Departamento de Estado. Como Secretaria de Estado, Burgos presidió varias comisiones tal como la Comisión para el estudio de una legislatura unicameral, la Comisión para el estudio de la profesión de naturopatía y la Comisión especial para la isla de Vieques.
Durante esta época, Burgos también ocupó los cargos de vicepresidenta del PNP y presidenta del Comité de plataforma del partido. En 1999 renunció a la Secretaría de Estado para lanzar su candidatura al Senado.

### Senadora
En las elecciones de 2000 resultó electa senadora por acumulación, siendo la candidata con más votos para la posición de su partido. En 2004 fue reelecta y logró mantener su posición como la candidata más votada de su partido para el Senado por acumulación.
Luego de su reelección para un segundo mandato, el Presidente del Senado Kenneth McClintock la asignó como Presidenta de las comisiones de Bienestar público y Derechos de salud, así como miembro de otras comisiones.
En elecciones de 2008 fue reelecta para un tercer mandato. Durante la legislatura 2009-2013 presidió las comisiones de Desarrollo económico y planificación y de Alianzas público-privadas. También fue vicepresidenta de la Comisión de Infraestructura y urbanismo así como miembro de otras comisiones.
En 2008, Burgos fue miembro de la delegación de 58 miembros de Puerto Rico para la Convención Nacional Demócrata celebrada en Denver, Colorado. Fue electa en la plancha de Barack Obama. Además, representó a Puerto Rico, junto con Rafael Hernández Mayoral, en el Comité de Plataforma del Partido Demócrata. 

### Candidata a Alcaldesa de Caguas
Para las elecciones de 2012, Burgos optó por postularse a la Alcaldía de Caguas en vez de buscar un cuarto periodo en el Senado. Su campaña se basó en la crítica al deterioro de la ciudad luego del fallecimiento del exalcalde William Miranda Marín, al creciente déficit presupuestario del municipio y al rechazo por parte del nuevo alcalde de las poblaciones rurales de Caguas. Además, propuso la creación de un "Carril expreso dinámico" entre San Juan y Caguas y la extensión del Tren Urbano al municipio para reducir la congestión vehicular. En fin, Burgos perdió la elección frente al alcalde incumbente e hijo de William Miranda Marín, William Miranda Torres.

### Comisionada electoral
En 2016 fue designada Comisionada electoral alterna del Partido Nuevo Progresista en la Comisión Estatal de Elecciones. Luego de tres meses, fue elevada a Comisionada electoral. Renunció al cargo en julio de 2019.

## Vida personal
Norma Burgos es madre de dos hijos: Roberto y Norman Benítez Burgos. Ambos son empleados federales. Tiene dos nietos: Stella Sofía y Lucca Enzo.

## Historial electoral
| Año  | Cargo                    | Tipo      | Partido | Partido | Votos   | %     | Posición | Resultado |
| ---- | ------------------------ | --------- | ------- | ------- | ------- | ----- | -------- | --------- |
| 2000 | Senadora por acumulación | Generales |         | PNP     | 160,846 | 8.3   | 2.ª      | Electa    |
| 2004 | Senadora por acumulación | Generales |         | PNP     | 168,553 | 8.8   | 2.ª      | Reelecta  |
| 2008 | Senadora por acumulación | Generales |         | PNP     | 159,809 | 8.6   | 3.ª      | Reelecta  |
| 2012 | Alcaldesa de Caguas      | Generales |         | PNP     | 24,241  | 34.83 | 2.ª      | Derrotada |